# Turó de Comallevosa
El Turó de Comallevosa és una muntanya de 938,8 metres que es troba al municipi de Ripoll, a la comarca catalana del Ripollès.